# Scharffia
Scharffia là một chi nhện trong họ Cyatholipidae.

## Các loài
The World Spider Catalogo 12.0:
- Scharffia chinja Griswold, 1997
- Scharffia holmi Griswold, 1997
- Scharffia nyasa Griswold, 1997
- Scharffia rossi Griswold, 1997